# Jourdan Fremin
Jourdan Fremin (* 20. Jahrhundert) ist eine hauptsächlich im Fernsehen tätige Schauspielerin.

## Schauspielkarriere
Ihre erste Rolle hatte Jourdan Fremin 1981 in Simon & Simon, worin sie bis 1983 weitere kleine Rollen in insgesamt drei Folgen übernahm. 1982 war sie als Lisa in einer Folge der Fernsehserie The Greatest American Hero auf der Leinwand. Noch im selben Jahr verkörperte sie die Emily in einer Folge der Fernsehserie Matt Houston. 1983 spielte sie in fünf Folgen der Fernsehserie Romance Theatre den Part der Vicky. In vierzehn Episoden von At Ease (1983) war sie als Cpl. Lola Grey zu sehen. Weitere Auftritte, jedoch immer in Nebenrollen weniger Folgen, hatte Fremin in Computer Kids (1983–1984), Ein Colt für alle Fälle (1983–1985), Street Hawk (1985) und Knight Rider (1985).
In The New Adam-12 (1990–1991), einer Fernsehserie, war sie in elf Episoden als Police Officer zu sehen. Ihre bekannteste Rolle hatte sie 1998 als Journalist #2 in Ausnahmezustand. In der Fernsehserie Noch mal mit Gefühl (1999) spielte sie die unwichtige Rolle einer lachenden Mutter und hatte 2001 auch einen winzigen Part in Joe Dreck. 2012 verkörperte sie ihre bis jetzt letzte Rolle in einer Folge der Fernsehserie America's Most Wanted als Detective Beth Chaney.
Über ihr Privatleben ist nichts bekannt.

## Filmografie
- 1981–1983: Simon & Simon (Fernsehserie, 3 Folgen)
- 1982: The Greatest American Hero (Fernsehserie, 1 Folge)
- 1982: Matt Houston (Fernsehserie, 1 Folge)
- 1983: Romance Theatre (Fernsehserie, 5 Folgen)
- 1983: At Ease (Fernsehserie, 14 Folgen)
- 1983–1984: Computer Kids (Fernsehserie, 3 Folgen)
- 1983–1985: Ein Colt für alle Fälle (Fernsehserie, 2 Folgen)
- 1985: Street Hawk (Fernsehserie, 1 Folge)
- 1985: Knight Rider (Fernsehserie, 1 Folge)
- 1990–1991: The New Adam-12 (Fernsehserie, 11 Folgen)
- 1998: Ausnahmezustand (Film)
- 1999: Noch mal mit Gefühl (Fernsehserie, 1 Folge)
- 2001: Joe Dreck (Film)
- 2012: America’s Most Wanted (Fernsehserie, 1 Folge)